# パノラマバーン・カイザー・マクシミリアン
パノラマバーン・カイザー・マクシミリアン（独: Panoramabahn Kaiser Maximilian）は、オーストリア共和国チロル州クーフシュタイン市にあるクーフシュタイン要塞の斜行エレベーターである。
エレベーターは、アルトシュタット (Altstadt) にあるフェストゥングスノイホフ (Festungsneuhof) から、約90メートルの高低差を乗り越えてクーフシュタイン要塞に繋がっている。

## 歴史
元々は、弾薬および銃の輸送用として、エレベーターが存在していた。
観光客向けのパノラマ列車として、エレベーターが1990年代に再建されている。

## その他
要塞の昼の英雄オルガンコンサート中では、音楽鑑賞を邪魔しないように、列車が一時的に運休されている。

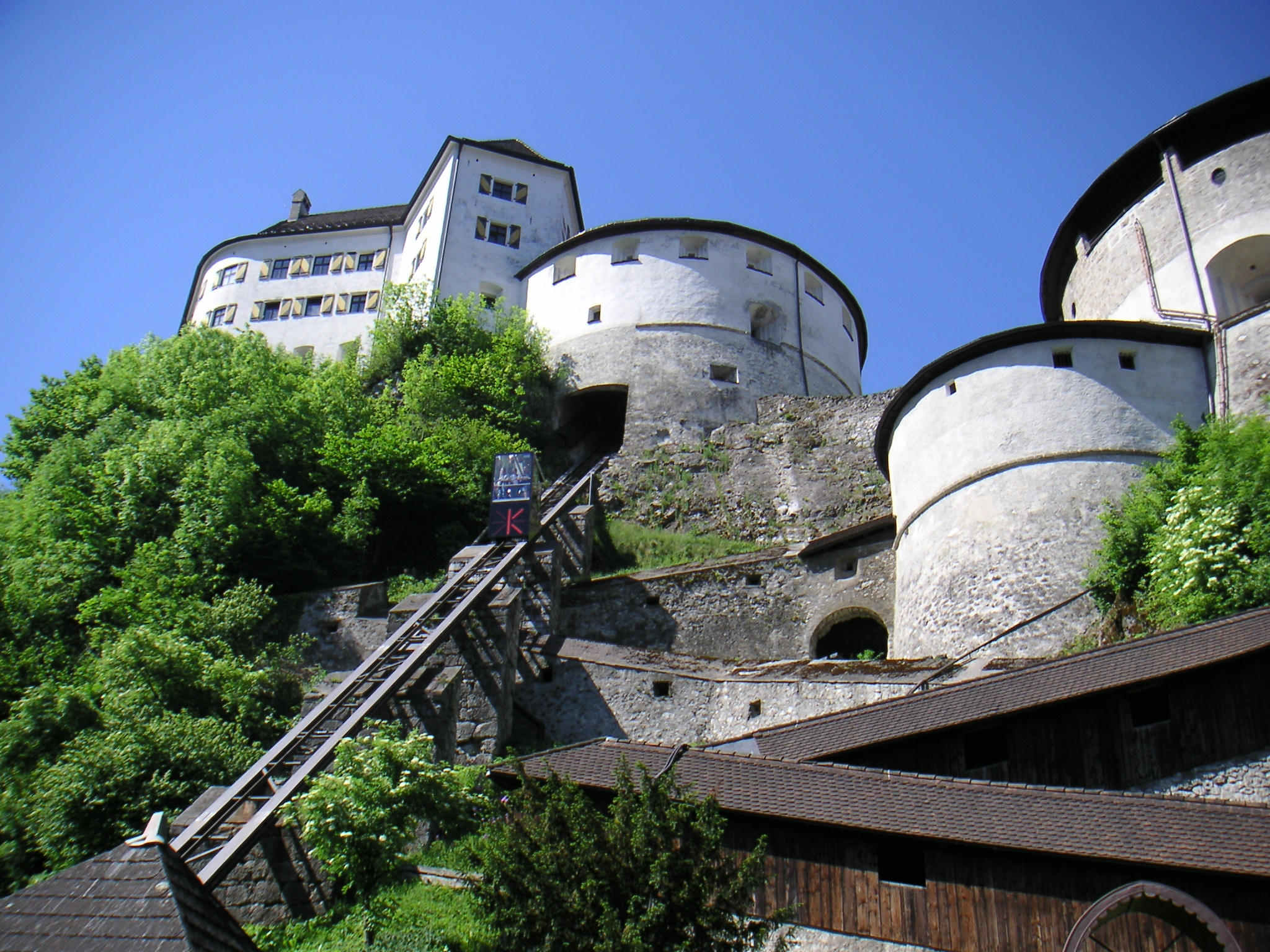
クーフシュタイン要塞
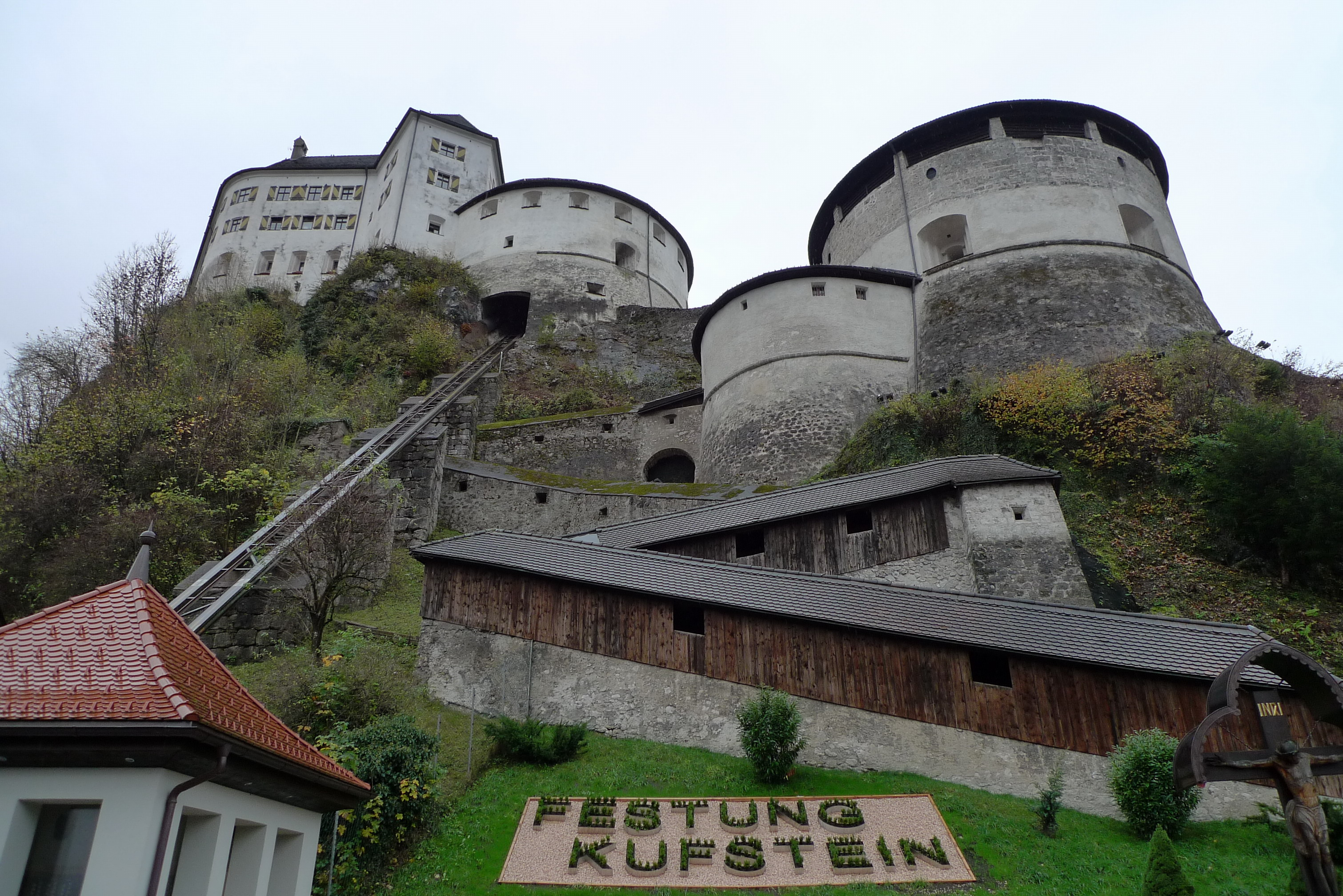
クーフシュタイン要塞